# قالی

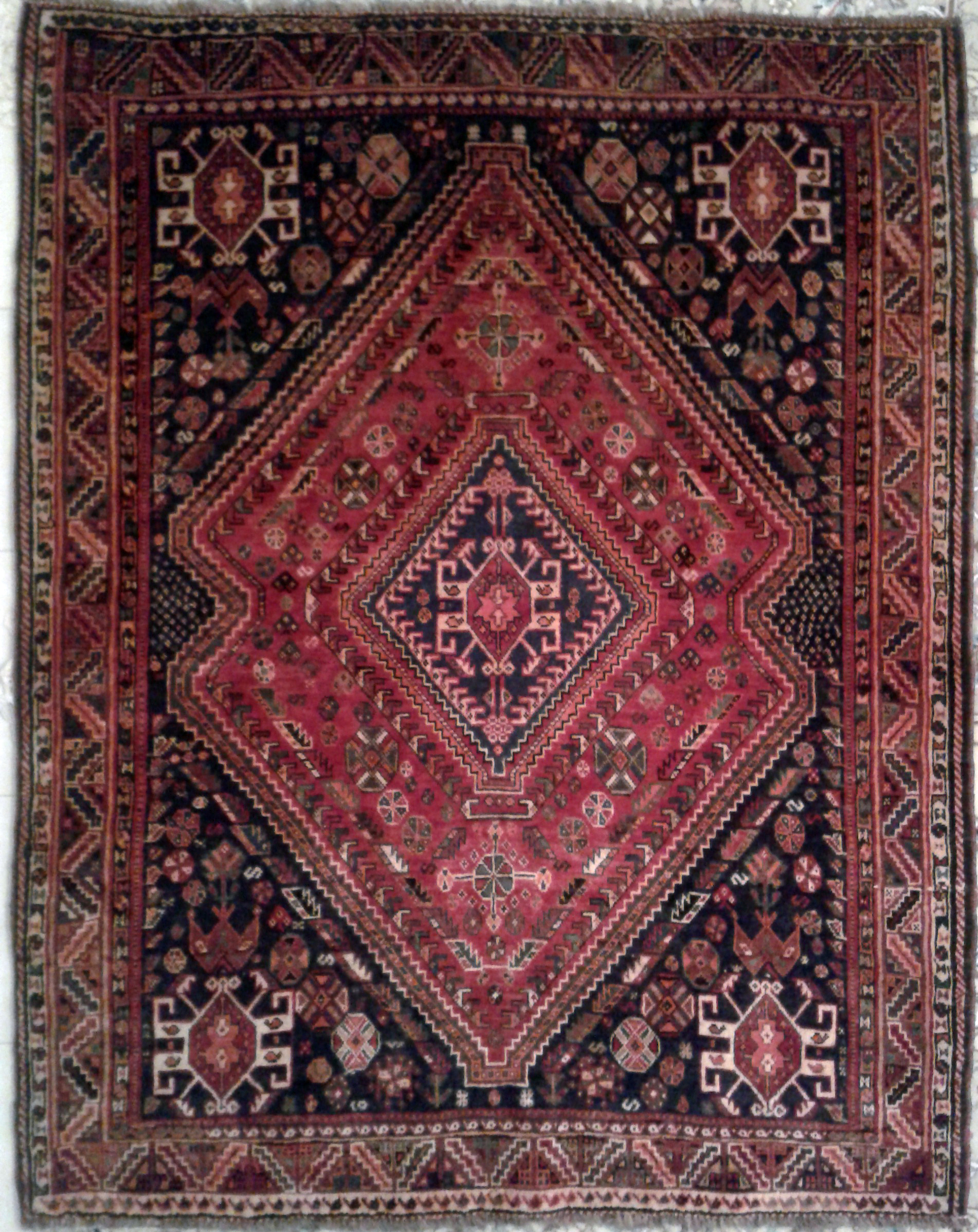
قالی قشقایی

قالی، فرش نوعی گستردنیِ بافته شده از الیاف پنبه، پشم و در بعضی موارد ابریشم است که معمولاً برای پوشش زمین به‌کار می‌رود. به دست‌بافتهٔ پُرزدار و گره‌دار، قالی گفته می‌شود. از آن‌جا که قالی و فرش، بیشتر اوقات نقش‌های زیبا بر خود داشته‌اند، امروزه به جنبهٔ تزئینی آن نیز توجه می‌شود. در نیمهٔ دوم سدهٔ پانزده میلادی و در دوران صفوی، فرش از حالتی روستایی به هنر پیشرفتهٔ درباری تبدیل شد. در طراحی فرش‌های ایرانی، بهره‌گیری از نقوش سنتی همچون بته‌جقه، اسلیمی، ختایی، و هندسی رایج است که هرکدام ریشه در نمادها و باورهای فرهنگی و تاریخی دارند.
در دوران معاصر نیز طراحی فرش به‌عنوان یک زمینهٔ آموزشی و هنری برای بسیاری از هنرمندان مورد توجه قرار گرفته‌است.
امروزه فرش‌ها به‌صورت‌های زیر بافته می‌شوند:
- فرش دستباف
- فرش ماشینی
- فرش نیمه‌ماشینی و نیمه‌ دستباف

## ریشه‌شناسی واژه‌های مربوط به گستردنی‌ها
در زبان فارسی میانه واژه‌های گوناگونی برای اشاره به انواع گستردنی‌ها به‌کار برده می‌شد، برای قالی نفیس از بَت یا بوپ، برای نمد و فرش از نمت استفاده می‌شد و برای فرش و بستر از ویستَرْگ که از ویستردن (wistardan) گرفته شده که در فارسی امروز، گستردن گفته می‌شود.
اما واژهٔ قالی یا غالی از نام شهری به نام کالین (اصل نام شهر مشخص نیست هرچند قلعه و نه شهری وجود دارد که به انگلیسی غالین جاکار و بِرداوان می‌نامند و در خود ارمنی برداوان می‌گویند) در ارمنستان که در آن دوران بخشی از ایران باستان بوده‌است، گرفته شده‌است. البتّه فرهنگ واژه های اوستا کلمهٔ قالی را برگرفته از کلمهٔ فارسی کالین به معنای فرشِ پُرزدار که با نخ و پشم به رنگ‌های مختلف بافته می‌شود، معنی کرده‌است. ∗
معنای «بوب» در لغت‌نامه دهخدا چنین آمده‌است:

فرش و بساط خانه… فرشی که آن را انبوب نیز گویند… در ارمنی، بوب و پهلوی، بوپ. در تاریخ طبری از ابوجعفر محمد بن جریر طبری (حدود ۲۶۶–۳۱۰) و ترجمه و تألیف ابوعلی محمد بلعمی (۳۲۵) واژهٔ «بساط» مترادف فرش آمده‌است. در آن‌جا از «فرش بهارستان» سخن می‌رود که در حملهٔ اعراب به ایران از کاخ تیسفون به‌دست آمده‌است. در معجم‌البلدان از یاقوت حموی (اوایل سدهٔ هفتم هجری قمری) چنین می‌آید: «بساطی یافتند از دیبا، شصت آرش اندر شصت آرش». در نُزهَة القُلوب حمدالله مستوفی (۷۵۰) از قول ابوعون صاحب کتاب الذیج چنین آمده‌است: «در قالی‌قلا فرشی بافته می‌شود که آن را قالی نامند و قالی نسبت اختصاری است به شهر قالی‌قلا و قالی‌قلا شهری است در ارمنستان کبیر... از عهد انوشیروان، هنوز ارمنستان به‌دست ایرانیان بود تا اسلام آمد… «ارمینیاغس» یکی از مردم ارمنستان زمام حکومت… را در دست گرفت. پس از وی زنی به حکومت رسید به‌نام «قالی» و شهری ساخت و آن را «قالی‌قاله» نامید که به معنای احسان است.»

## پیشینهٔ قالی

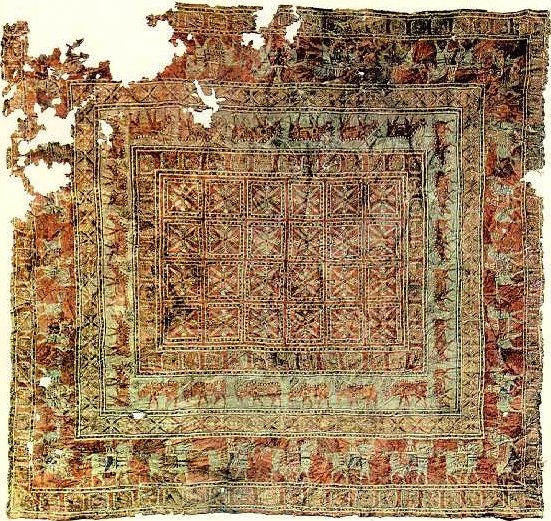
فرش پازیریک متعلق به قرن پنجم قبل از میلاد(کشف شده در پازیریک سیبری)

به دست‌بافتهٔ پُرزدار و گره‌دار قالی می‌گویند. همهٔ پژوهشگران بدون چون و چرا بر این نکته اعتراف دارند که قالی و قالی‌بافی از آسیا شروع شده‌است. پژوهشگران بر این عقیده‌اند که ترکستان، ایران و قفقاز می‌باید مهد اولیهٔ این هنر بوده باشند. از عباراتی که در انجیل و ادبیات کلاسیک آمده به این نتیجه رسیده‌اند که هنر شرقی قالی‌بافی مدت‌ها قبل از میلاد مسیح شناخته شده و وجود داشته‌است.
هومر حماسه‌سرای معروف سدهٔ هفتم پیش از میلاد یونان صحبت از «کاناپه‌ای که با یک قالی ارغوانی مفروش شده بود» می‌کند. یا گزنفون مورخ، فیلسوف و سردار آتنی که در سال ۴۰۱ پیش از میلاد به جنگ با ایرانیان باستان پرداخته، گزارش کرده‌است که ایرانیان عادت دارند روی قالی‌های نرم استراحت کنند. با نگاهی به نقشهٔ جغرافیا امروزه منطقهٔ وسیعی شامل کشورهای آسیای صغیر، ترکیه، قفقاز، ایران، ترکمنستان، پاکستان، افغانستان، هند، تبت، چین، مصر، اسپانیا و حتی کشورهای شبه‌جزیرهٔ بالکان مانند رومانی را می‌یابیم که هنر و صنعت قالی‌بافی در آن‌ها وجود دارد؛ ولی آن‌طور که پژوهشگران گفته‌اند، ایرانیان نخستین قومی بوده‌اند که به قالی‌بافی پرداختند و در این زمینه سرآمد جهانیان شدند. چنان‌که آخرین پژوهش‌های باستان‌شناسی هم دال بر این موضوع هستند. منظور اشاره به قدیمی‌ترین قالیِ پُرزدارِ شناخته‌شدهٔ موجود در جهان یعنی فرش پازیریک است که در سال ۱۹۴۹ میلادی برابر با ۱۳۲۷ هجری شمسی توسط گروهی از باستان‌شناسان روسی به سرپرستی پروفسور رودنکو در حفاری‌هایی در منطقهٔ آلتای سیبری جنوبی در درهٔ پازیریک کشف شد.
تاریخچهٔ بافت قالی (یا فرش) تا آن‌جا که دانسته شده‌است، به هزارهٔ پنجم و ششمِ پیش از میلاد در آسیای مرکزی برمی‌گردد. قالی ایرانی پازیریک، قدیمی‌ترین قالیِ دستبافِ یافته‌شدهٔ جهان است که در سیبری کشف شده و بافته شده در ایران در دوران هخامنشیان است. قالی‌بافی در سدهٔ ۱۰ میلادی به وسیلهٔ مورها به اسپانیا شناسانده شد. جنگ‌های صلیبی باعث شد تا قالی‌های ترکی به اروپا برده شوند که در آن‌جا بیشتر از دیوارها آویزان می‌شد یا بر روی میزها قرار می‌گرفت؛ بنابراین، از آغاز آشناییِ اروپاییان با قالی، آن‌ها به آن به دیدهٔ یک اثر هنری و نه یک زیراَنداز می‌نگریستند. پس از گسترش تجارت در سدهٔ ۱۷، قالی‌های ایرانی به شکل چشم‌گیری به اروپای غربی شناسانده شدند.
امروزه مراکز عمدهٔ تولید و بافت قالی، کشورهای ایران، پاکستان، هند، ترکیه، شمال آفریقا، منطقهٔ قفقاز، نپال، اسپانیا، ترکمنستان، ارمنستان و تبت هستند.
اکنون عده‌ای نسبتاً زیاد از زنان ایرانی به‌ویژه روستاییان به قالی‌بافی مشغول هستند اما درآمد یک زن قالی‌باف نسبت به قیمت نهایی یک قالی ناچیز است.

### تاریخ قالی در ایران
پیشینهٔ درهم‌تنیدنِ الیاف در ایران برای تولید منسوجات به‌خصوص پارچه، به هزارهٔ پنجم پیش از میلاد می‌رسد. آثار گران‌بها و زیبایی که از بخش‌های مختلف ایران به دست آمده، گواه آن هستند که منسوجات ارزشمند و بحث‌برانگیزی در این دوران وجود داشته‌اند، از جمله تابوت سفالی دوران دالما، همچنین آینهٔ مسیِ زنگ‌زدهٔ نوعِ ایلامی در سیلک و سایر مناطق.
بعد از گذشت سالیان متمادی، تقریباً در هزارهٔ دوم پیش از میلاد، انسان توانست چگونگیِ به‌هم‌ریسیدنِ نخ‌ها و ساختنِ طناب را کشف کند. این اکتشاف مانند تمام اکتشاف‌های تاریخ فواید بسیار سودمندی برای هنر و صنعتِ آن دوران داشت. از جمله آن‌که از رشته‌های درهم‌تنیدهٔ طناب‌مانندی برای زیباییِ ریشه‌های فرش استفاده می‌کردند. آثار به‌دست‌آمده از مناطقی مانند گورهای مارلیک، قلعهٔ کوتی در دیلمان، و همچنین تپه حسنلو نزدیک نقده شاهدهایی بر این ادعا هستند.
قدمت فرش‌بافی و به‌طور کل منسوجات در ایران بسیار زیاد است. آثار زیبا و تفکربرانگیزی از دوره‌های مختلف کشف شده‌اند که نمی‌توان آن‌ها را به‌طور دقیق به یک دورهٔ خاص نسبت داد. گاهی یک اثر طیِ گذشتِ سالیانِ دراز و طی سلسله‌های مختلف ساخته شده‌است.
ایلخانیان و تیموریان
فرش‌های دورهٔ ایلخانان زیاد شناخته‌شده نیستند. در این مورد محققی به نام آرمی برینگز نظریه‌ای ارائه داده که دارای نقاط ضعف بسیاری است و در درستی آن به دیدهٔ تردید باید نگریست. بر پایهٔ نظر او نقاشیهایِ فرش‌های دورهٔ تیموریان دقیقاً خصوصیاتِ فرش‌های این دوران را بازمی‌تابند. به عبارت دیگر با دیدن این نقاشی‌ها می‌توان به تمام ویژگی‌های بافتی و ظاهری و به‌طور کل تاریخچهٔ آن‌ها پی‌برد. اما از آن‌جا که نقاشی‌های به‌دست‌آمده از هنر فرش‌بافی این دوران بسیار محدود هستند، پس اطلاعات زیادی از فرش‌های این دوره در دست نیست و درست همین‌جاست که سستیِ نظریهٔ برینگز هویدا می‌شود.
دورهٔ صفویان
فرش‌های ایران در دورهٔ صفویان به بالاترین حد خود در زیبایی و بافت رسیدند که این مهم به‌دلیل پشتیبانی شاهان قدرتمندی چون شاه عباس و دسترسی فراوان به مواد مورد نیاز برای بافت فرش و همچنین به‌رسمیت‌شناختنِ فرش به‌عنوان کالایی برای تجارت بوده‌است.

## فرش‌های مشهور ایرانی
با وجود شهرت و قدمت هزاران ساله ولی باز هم فرش ایرانی بین مردم ایران ناشناخته است؛ کمتر کسی می‌تواند با دیدن فرشی محل بافت آن را حدس بزند و در مورد خصوصیات باارزش آن صحبت کند، در حالی‌که با اتمام یک فرش، شناسنامهٔ آن نیز همراه با خودش صادر می‌شود. عدم آگاهی نسبت به ویژگی‌های فرش، سبب معضلاتی می‌شود. در استان فارس و منطقهٔ ایالت پارس سه فرش داراب، بوشهر و خرمی قنقری دارای شهرت جهانی بوده‌است. خرمی فارس بزرگ‌ترین مرکز رنگرزی فرش جنوب ایران بوده‌است. 

### قالی تبریز
نوعی از قالی ایرانی است که در تبریز تولید می گردد. قالی بافی در تبریز قدمتی بیش از هزار سال دارد و یکی از وجه های شهرت این شهر است . از الگو های بافت این نوع قالی به الگوی هریس میتوان اشاره کرد.  

### قالی کاشان
گونه‌ای قالی ایرانی است که در کاشان تولید می‌شود. سالانه بیش از ۱۵۰۰ متر فرش دستباف در کاشان تولید می‌شود. بناست موزهٔ فرش نیز در کاشان پایه‌گذاری شود. ۶۵ درصد تولید فرش ماشینی ایران در کاشان و ۷۰ درصد صادرات فرش ماشینی ایران از کاشان صورت می‌گیرد. فرش کاشان از مشهور ترین قالی های ایران میباشد.
فرش کاشان از زیباترین فرشهای ایران می‌باشد.

### قالیچهٔ ترکمن
این فرش در تملک سان مارکو قرار دارد و ۴ فرش دیگر در سال ۱۶۲۲ و همچنین سه فرش زربافت ابریشمی نیز به‌وسیلهٔ ایرانیان در سال ۱۶۳۶ به ونیز راه یافتند.

### قالیچهٔ مود خراسان
قالیچهٔ مود خراسان به شیوهٔ قالی‌های مشهد بافته می‌شود. شهر مود در نزدیکی شهر بیرجند است و در بین تولیدات خراسان از بهترین‌هاست و شهرت جهانی دارد. اما از آن‌جا که تولیدات آن بسیار ناچیز است، تعداد بسیار کمی روانهٔ بازار می‌شود. اندازهٔ قالیچهٔ مود ۸ متر مربع است. رنگ قالی‌ها هم‌خوان و معمولاً تیره است.

### قالی شهر مشهد

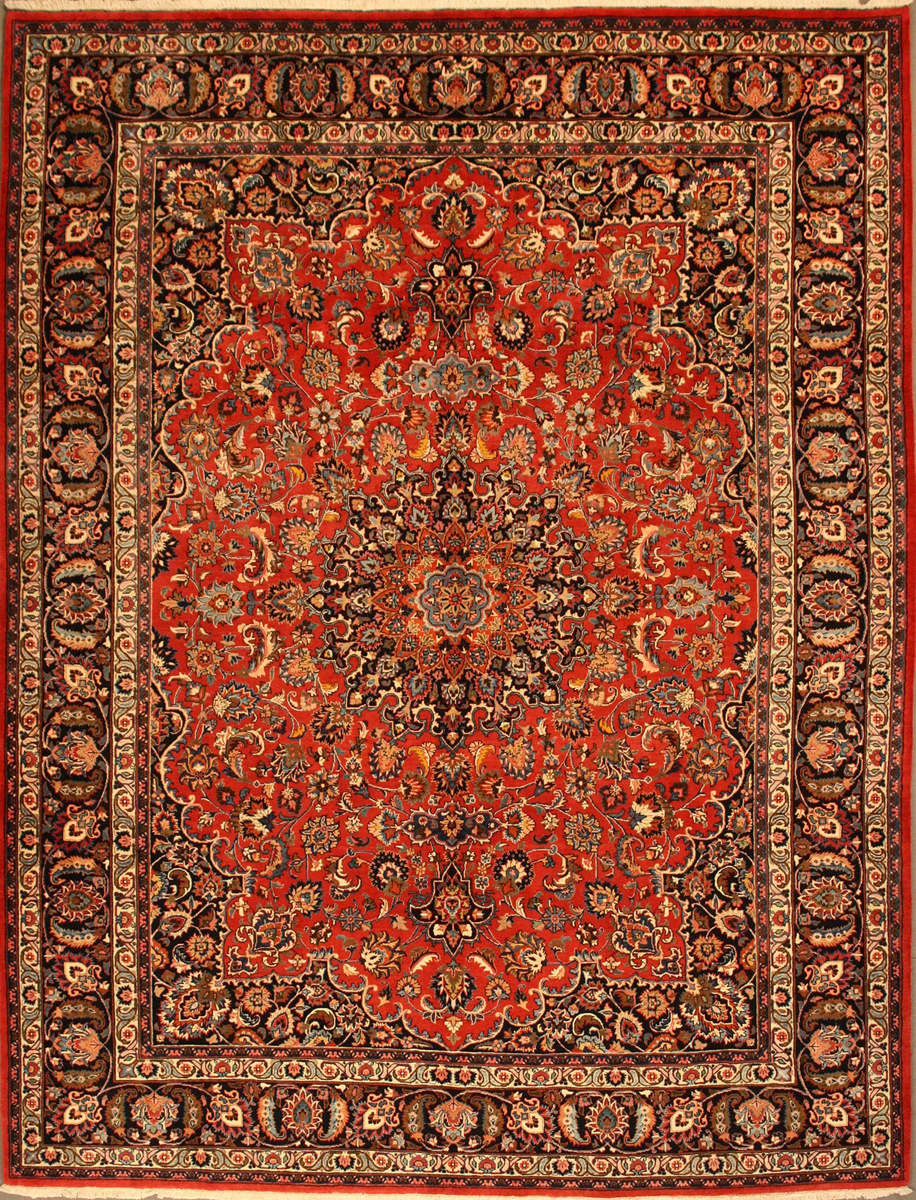
نمونه‌ای از قالی مشهد

قالی مشهد در کارگاه‌های این شهر و اطراف آن بافته می‌شود. این قالی از مرغوبیت چشمگیری برخوردار است و معمولاً به بازارهای غرب و انگلستان می‌رود. نقش‌های به‌کاررفته در آن‌ها نقش‌های ترنج، اسلیمی و پیچک مانند هستند.
قالی‌بافی در شهر مشهد حدود پنج قرن قدمت دارد. یکی از قدیمی‌ترین فرش‌های مشهد که موجود است، نوعی فرش نماز (سجاده) است که توسط شاه تهماسب یکم به سلیمان باشکوه در سال ۱۵۵۶ میلادی هدیه شده‌است. این فرش‌ها در سه درجهٔ کیفیتی در کارگاه سلطان ابراهیم میرزا، فرزند سام میرزا و برادرزادهٔ شاه طهماسب، ساخته می‌شده‌است. یکی از انواع درجه یک آن تا چند سال پیش در لندن بود و به اعتقاد برخی در اختیار کلکسیونر معروف، شیخ سعود آل ثانی قطری است. تعدادی از نمونه‌های درجه دوم و سوم هنوز در موزهٔ توپکاپی موجود است.
در سدهٔ ۱۹ و ۲۰ میلادی محبوبیت قالی مشهد به حدی رسید که از آن علاوه بر استفاده در داخل کشور، برای صادرات نیز بهره می‌جستند؛ الیاف پشمی به کار رفته در این فرش‌ها به‌شدت صیقل داده می‌شدند تا رنگ را بهتر به خود جذب کنند، اما این عمل از دیگر سو باعث کاهش عمر فرش‌ها نیز می‌گشت، و این عاملی بود که تصویر بدی از قالی مشهد در اذهان شکل گیرد، تا جایی‌که صادرات این فرش به اروپا به‌طور چشمگیری کاهش یافت. قالی‌های به‌جای‌مانده از آن دوران نیز همگی در معرض فرسایش قرار دارند.

### قالی زنجان
فرش‌بافی در زنجان یکی از صنایع با قدمت زیاد است که نقش قابل توجهی در صادرات فرش ایران ایفا می‌کند. قدمت فرش‌بافی را می‌توان از اوایل بنای این شهر نام برد، یعنی از زمان پادشاهی اردشیر بابکان. فرش‌های صادراتی زنجان از بهترین جلوه‌های فرهنگی این استان هستند. فرش افشار زنجان یکی از پْرطرفدارترین فرش‌های ایرانی است به‌طوری‌که به‌دلیل زیبایی طرح و رنگ در کشورهای اروپایی بسیار مورد استقبال قرار گرفته‌است.

### قالی سیستان
قالی بافی تاریخی بس طولانی در سیستان دارد تا جایی که فرش سیستانی از شهرت خاصی برخوردار است.قالی سیستان گوهری است کمیاب که تنها در دریای درخشان و مواج فکر مردمان سختکوش و هنرمند این دیار با اندیشه های بلند و اساطیری یافت می شود. هنری کهن که هرگز کهنه نشده و نخواهد شد.
تصویری از رویای نزدیک شکل گرفته از عناصر و نقش مایه های جادویی با پشتوانه هایی از فرهنگ و تمدنی اسطوره ای و هوش و توانایی و ظرافتی مثال زدنی، آنچنان که مردمان امروز از نگاه نو و خلاقیت ایشان در هزاران سال پیش به اعجاب آمده و انگشت به دهان می مانند.
قالی سیستان سرشار از نقوش هندسی ساده شده و شکسته شده حیوانی و گیاهی است، آنچه که امروز در دنیای هنر و نقد هنری به عنوان انتزاع، تخریب و دفرمه در سبک های هنری می شناسیم و آثار بزرگان هنر را با استناد به این عوامل ارزشیابی می کنیم و از آنها در قالب هنر مدرن یاد می شود.
جالب است بدانید که قالی سیستان از لحاظ مبنای تاریخی به 3 دسته مختلف تقسیم می شود:
قالی تاریخی یا کهن، میانی و نو سه نوع زیرانداز سیستانی هستند.
- قالی کهن سیستان به بافته های سکایی می پیوندد و دارای گره متقارن است که نشانه ای از کهن ترین قالی جهان یعنی فرش پازیریک می باشد.[نیازمند منبع]

مهم ترین رنگ های به کار رفته در این قالی ها سرمه ای، فیروزه ای، زرد، سرخ و نقش های آن خشتی، دو خشتی، خشته خشته(ترنج ترنج )، گلدانی و درختی است.
- قالی میانی گره مورد استفاده نامتقارن و رنگ بندی آن شبیه نوع کهن است و نقش های آن سبک جنگلی، گل قندانی، چپات اشتر، مددخانی و قاب قابی است.

### قالی بختیاری
قالی بختیاری قالی بختیاری گونه‌ای قالی ایرانی است که توسط هنرمندان و بافندگان ایل بزرگ بختیاری در استان‌های مختلف بختیاری نشین مثل خوزستان، اصفهان، لرستان، چهارمحال و بختیاری و مرکزی تولید می‌شود. فرش بختیاری هم اینک ثبت جهانی شده است. در همهٔ شهر و روستاهای استان چهار محال و بختیاری فرش‌ بافی رایج است. این کار از دیر باز به صورت سنتی انجام میشده و بیشتر توسط زنان و دختران در خانه انجام می‌شود. این قالی از دیر باز به خاطر نقش، رنگ و همچنین دوام بالا از محبوبیت خاصی برخوردار بوده‌است.
قالی‌های بختیاری:
1. خشتی (خشتی جانوری خشتی گل و گیاه)
2. ترنجی (لچک و ترنج)
3. سرو و کاج قابی سماوری (حقه‌ای)
4. گل مینا (گل اشرافی)
5. گلدانی شرابه (گل پتو، گلدانی خمره‌ای)
6. گلدانی و درختی

رنگ‌بندی
نوع رنگ لاکی مورد استفاده و همچنین سبز خاص قالی بختیاری از مهمترین ویژگی رنگ‌های فرش این استان است که با سایر موارد مشابه در دیگر فرش‌های ایران تفاوت دارد. رنگ‌های مورد استفاده در این قالی‌ها بیشتر در زمینه‌های قرمز، آبی روشن، آبی سیر، سبز، نارنجی و زرد است.
در گذشته زنان عشایر بختیاری در اوقات خاص یا هنگام جابه‌جایی‌های سالانه خود گیاهان رنگدار طبیعی را جمع آوری و خشک می‌کردند. سپس با شناختی که از خاصیت رنگ دهی آنها داشتند٬ آنها را در آب جوشانده و مایع رنگین آنها را استخراج کرده و همراه با دندانه آب انار ترش مورد استفاده قرار می‌دادند و رنگ‌های با ثباتی به دست می‌آوردند. امروزه متأسفانه رنگ‌های باثبات گیاهی جای خود را به رنگ‌های درخشان ولی بی‌ثبات شیمیایی داده‌اند. این روش رنگرزی باعث تندی رنگ‌های خامه می‌شود. در بعضی موارد برای کاستن شدت تندی و پختگی رنگ‌ها، از خاکستر استفاده می‌کنند. 

### قالی قشقایی

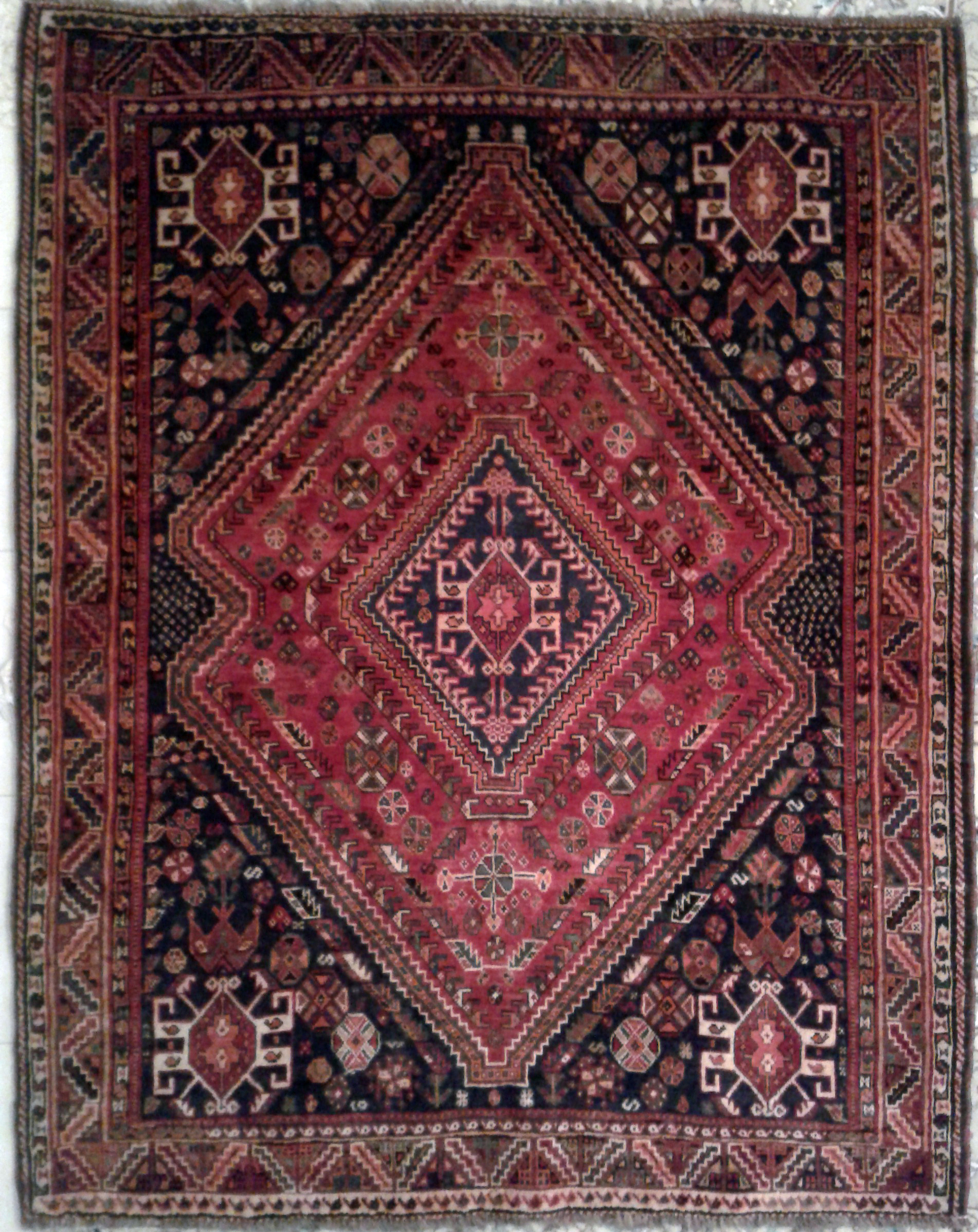
نمونه‌ای از قالی قشقایی

قالی قشقایی که رنگ مشخصهٔ آن نارنجی است؛ توسط زنان ایل قشقایی که ایلی کوچنده در ایران است، بافته می‌شود.

### قالیچهٔ شیراز و نی‌ریز و خرمی
نی‌ریز در شرق و در کنار دریاچه بختگان در استان فارس قرار دارد. این ناحیه قالی‌هایی با کیفیت گوناگون و رنگ‌آمیزی زنده دارد و تیرگی رنگ‌ها از ویژگی‌های خاص قالیچه‌های افشاری است، از بوته‌های متنوع تزئینی به‌صورت تک و تکراری استفاده می‌شود و ساختار تار و پود آن از کتان است.
بسته به کیفیت پشم، پرز قالیچه‌ها را نیمه‌بلند می‌چینند. قالی خرمی در رنگ شهرت دارد.

### قالیچهٔ بیرجند
بیرجند در میانهٔ راه مشهد و زاهدان است. همچون بخش‌های دیگر شرق ایران قالیچه‌های این ناحیه نیز با گره جفتی و چهارتار بافته می‌شوند. فرش‌های بیرجندی معمولاً با طرح خشتی و ریز ماهی است. قالی‌های بزرگ بیرجندی تا ۲۰ متر مربع نیز بافته می‌شوند. از رنگ‌های نارنجی، قرمز، زرد و آبی برای ایجاد تضاد با بژ در زمینه استفاده می‌شود. تار و پود آن پیشتر از پشم بوده‌است. اما در قالی‌های جدید، بیشتر از کتان استفاده می‌شود. این قالیچه دوام چندانی ندارد و پرزهای آن نیمه‌بلند و بلند چیده می‌شوند.

### قالی بلوچی

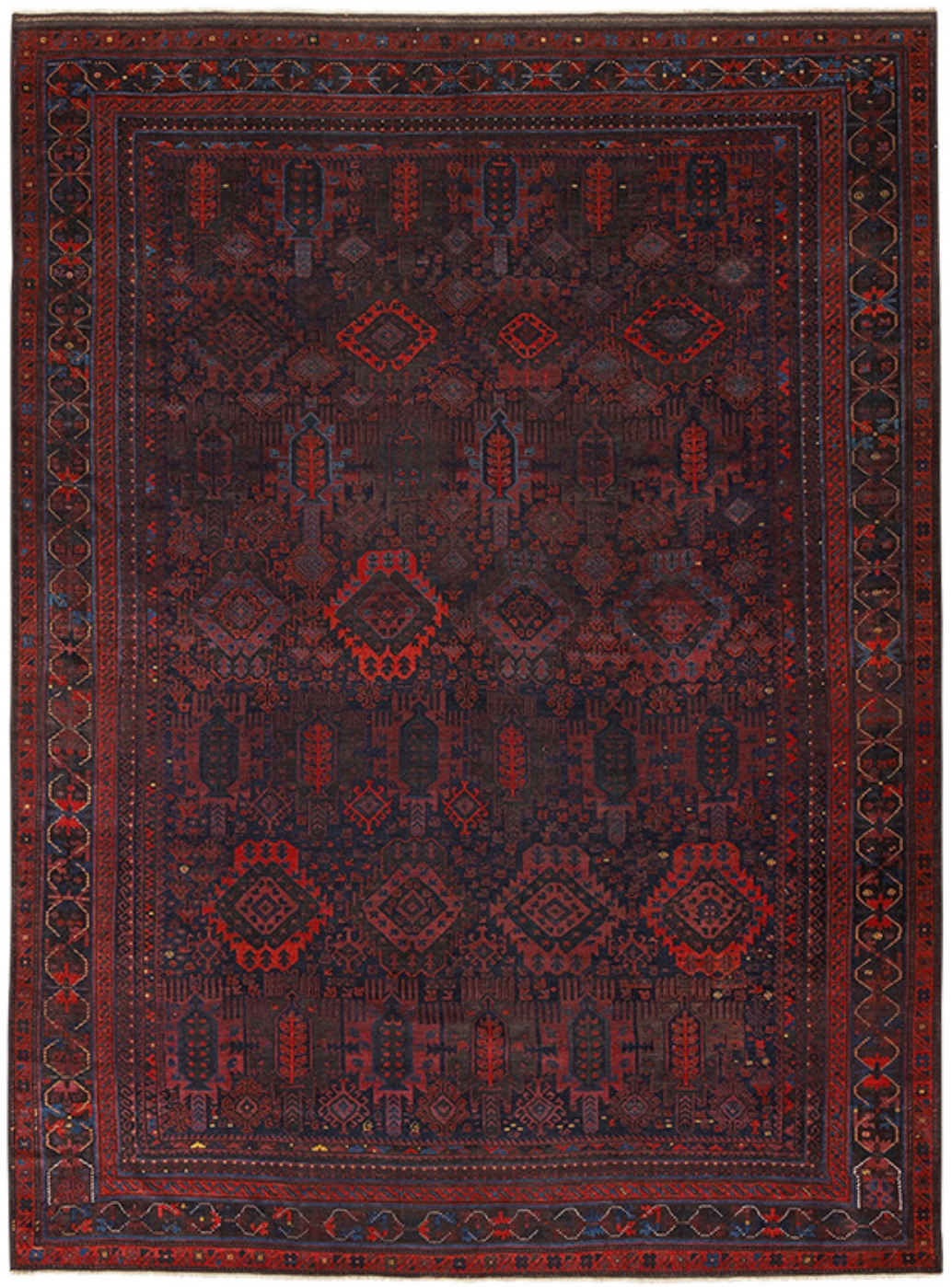
نمونه ای از قالی بلوچی

گروه‌هایی از اقوام بلوچ که ساکن افغانستان(بلوچ های افغانستان) هستند،  و همچمین در ایران بلوچ های خراسان از سال‌ها پیش قالی می‌بافتند.
در قالی بلوچی نقوش گیاهی، حیوانی، هندسی، انسانی، طبیعت و اعتقادات مذهبی  و اشیاء مورد علاقه و استفاده مردم عشایر و روستاییان در این نقوش به تصویر کشیده می‌شود که از ویژگی‌های طرح‌ها و نقوش که بیشتر به صورت شکل‌های هندسی و غیر هندسی با خطوط و سطوح طراحی می‌شوند، و الگوهای غیرانتزاعی را به ساده‌ترین شکل ممکن به تصویر می‌کشند.

نقش‌های این فرش‌ها بسیار متنوع است، خیلی از آن‌ها از نقوش مکرر تشکیل شده‌اند. سجاده‌های نماز با طرح طاق مستطیل‌شکل ساده در یک انتها (برای نشان دادن جهت مکه) رایج است. 
در این نوع قالی دست بافت رنگ‌های مصنوعی کمتر به‌کار رفته و بیشتر از رنگ‌های طبیعی استفاده می‌شود.
قالی‌های بلوچ معمولاً به طول هشت فوت محدود می‌شوند و همین امر باعث سبک‌تر شدن و حمل و نقل آن‌ها می‌شود.

### قالی راور
فرش راور از مشهورترین نقش‌های فرش ایرانی است. در کاخ نیاوران انواع گوناگون  فرش راور در معرض دید قرار گرفته‌است. قالی کلارک بافت راور عنوان گران‌ترین قالی جهان را  به خود اختصاص داده‌است. این فرش در حراج ساتبی نیویورک به مبلغی حدود ۳۳ میلیون دلار فروش رفت. همچنین این فرش دارای گره خاصی است که به فرش، استحکام بالایی می‌دهد. طرح و نقش فرش راور بسیار ریز و سخت بافت است و بافتن آن زمان زیادی می‌گیرد. ریس‌هایی که در بافت این فرش استفاده می‌شوند معمولاً با رنگ طبیعی، رنگرزی و آماده شده‌اند که کیفیت بهتری نسبت به رنگ مصنوعی دارد.

### قالی اصفهان
امروزه اصفهان از مراکز مهم بافت فرش است که در زمینهٔ طراحی نقشهٔ فرش با نام افرادی چون عیسی بهادری و جواد رستم شیرازی روبه‌رو هستیم. از معروف‌ترین طرح‌های فرش ایرانی در اصفهان لچک و ترنج و تابلو فرش است که این نمونهٔ اخیر همچون تابلوهای نقاشی است که الیاف و کُرک و پشم، جایگزین مواد اولیهٔ معمول نقاشی شده‌اند.

### قالی تبریز
در مورد تاریخچهٔ فرش در تبریز چنین می‌توان گفت که با توجه به قدمت تاریخی این شهر، هنر فرش‌بافی در آن به قبل از دورهٔ صفویان بازمی‌گردد.

## تولید و بازار
اندازهٔ بازار جهانی منسوجات خانگی در سال ۲۰۱۸ معادل ۹۴٫۷۳ میلیارد دلار ارزیابی شده‌است و انتظار می‌رود از ۲۰۱۹ تا ۲۰۲۵ نرخ رشد مرکب سالیانه‌ای برابر با ۵٫۰۱٪ داشته باشد و به ۱۳۳٫۳۷ میلیارد دلار برسد. رشد در بخش‌هایی مانند مهمان‌نوازی و مسکن و افزایش آگاهی در مورد تغییرات دکوراسیون عوامل احتمالی این رشد پیش‌بینی شده هستند. فعالان عمدهٔ بازار فرش ماشینی
، سرمایه‌گذاری بیشتری در زمینهٔ تحقیق و توسعه انجام می‌دهند تا تقاضای متغیر مصرف‌کننده را برآورده کرده و سبد محصولات خود را افزایش دهند. نوآوری‌هایی مانند پرده‌های چوبی و الیاف مقاوم در برابر پرتوی فرابنفش، بازار جهانی را نیز به خود جلب می‌کند.

## نگارخانه

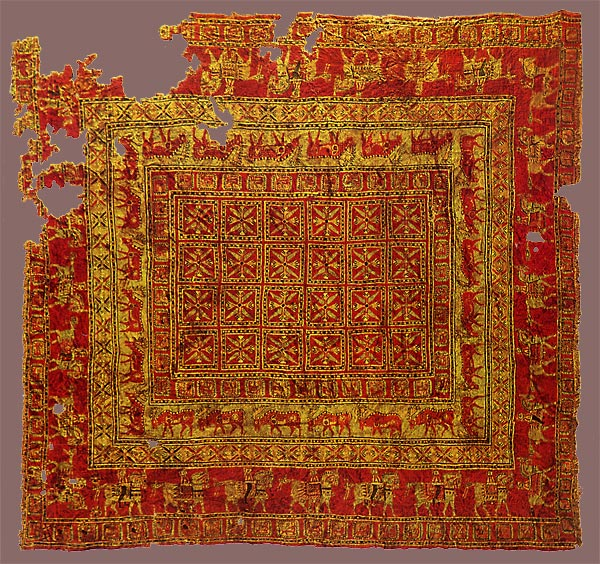
فرش پازیریک، قدیمی‌ترین فرش یافته‌شده در جهان
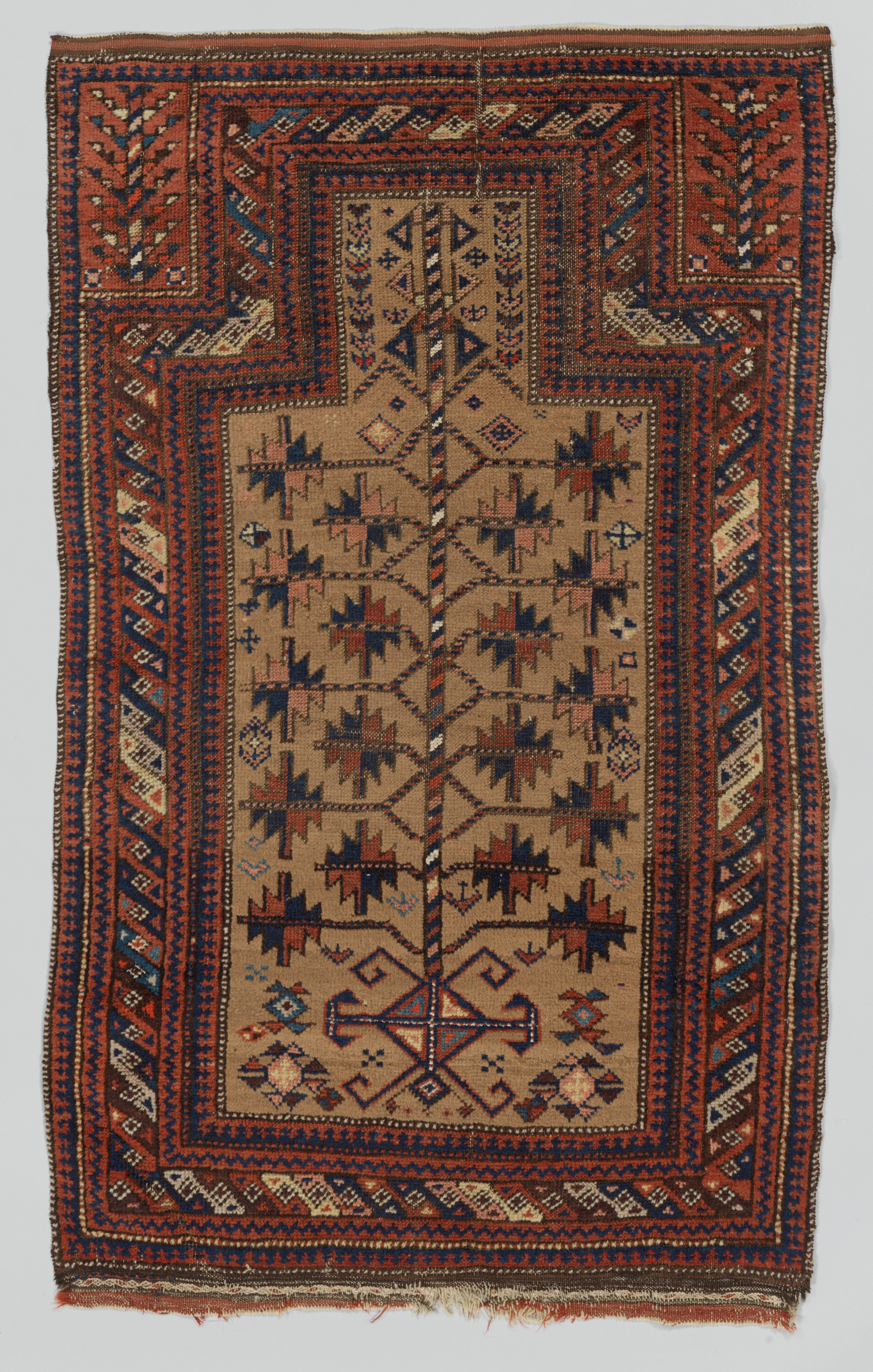
فرش بلوچی بافته شده در بلوچستان، قرن بیستم سال 1961میلادی، جزء آثار هنری به نمایش گذاشته شده موزه هنر کلیولند کشور آمریکا[۱۹].
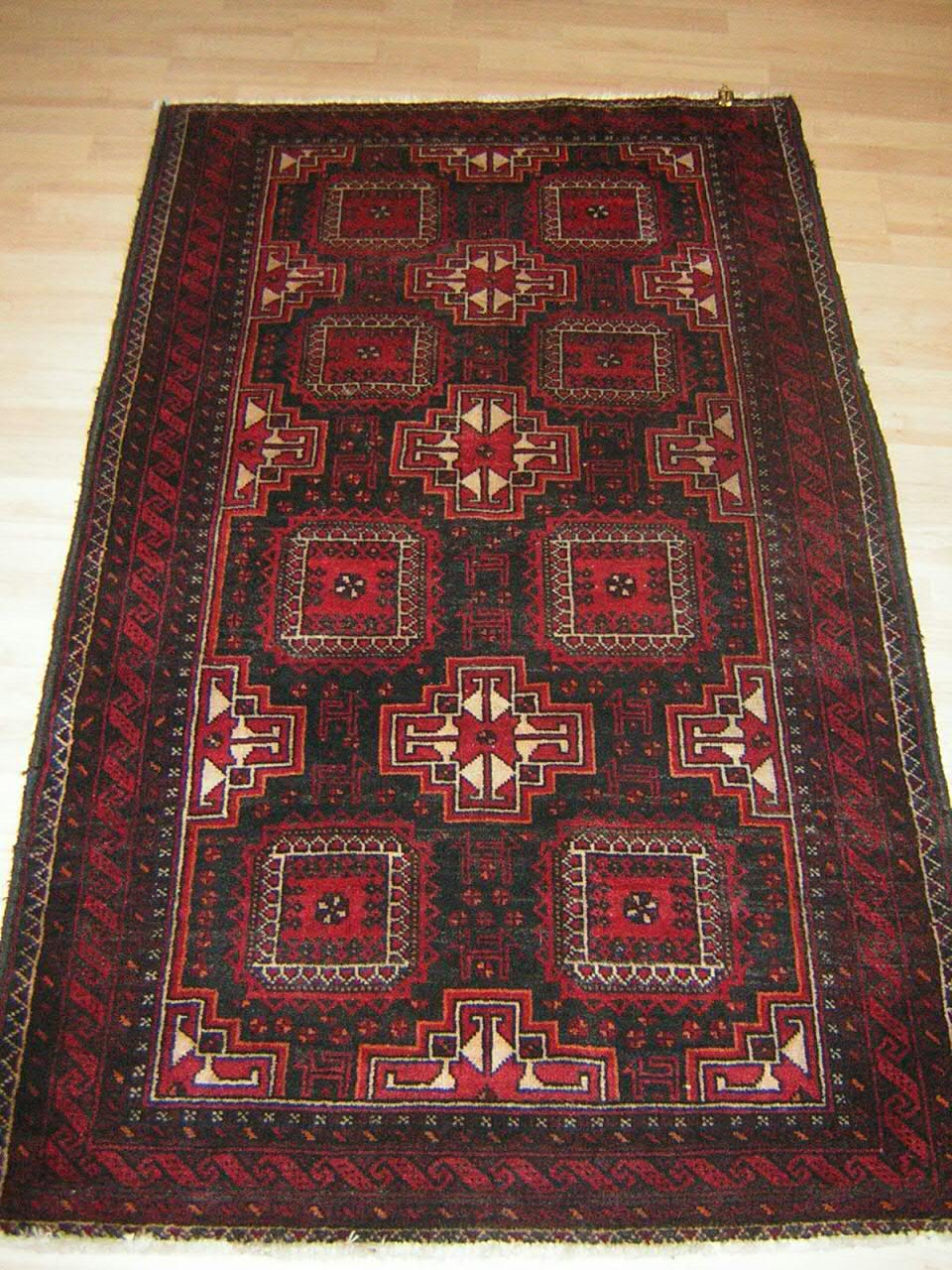
قالی بلوچی
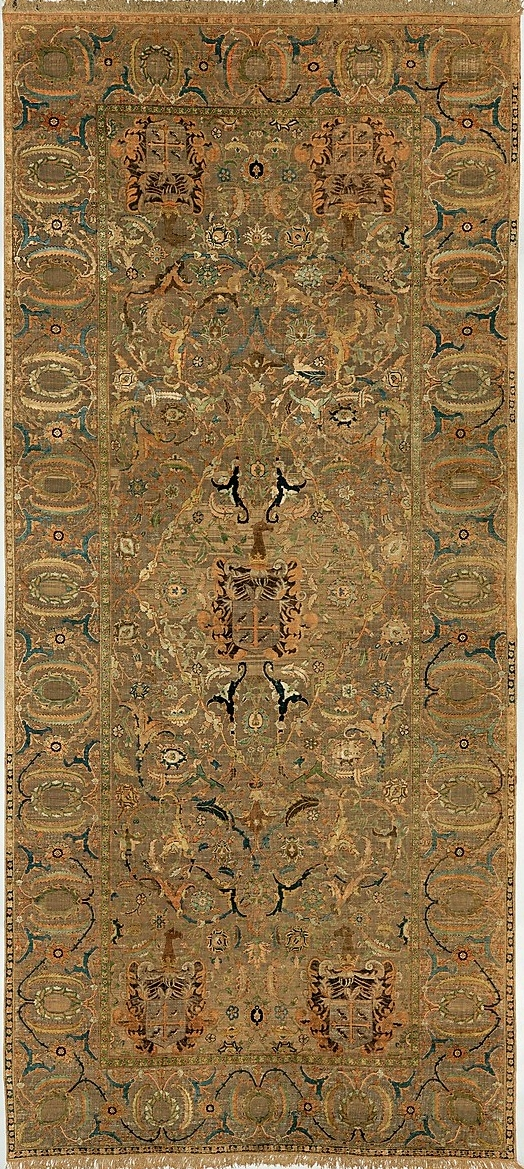
فرش اصفهانی (احتمالاً) ساخته شده از پنبه، ابریشم و فلز
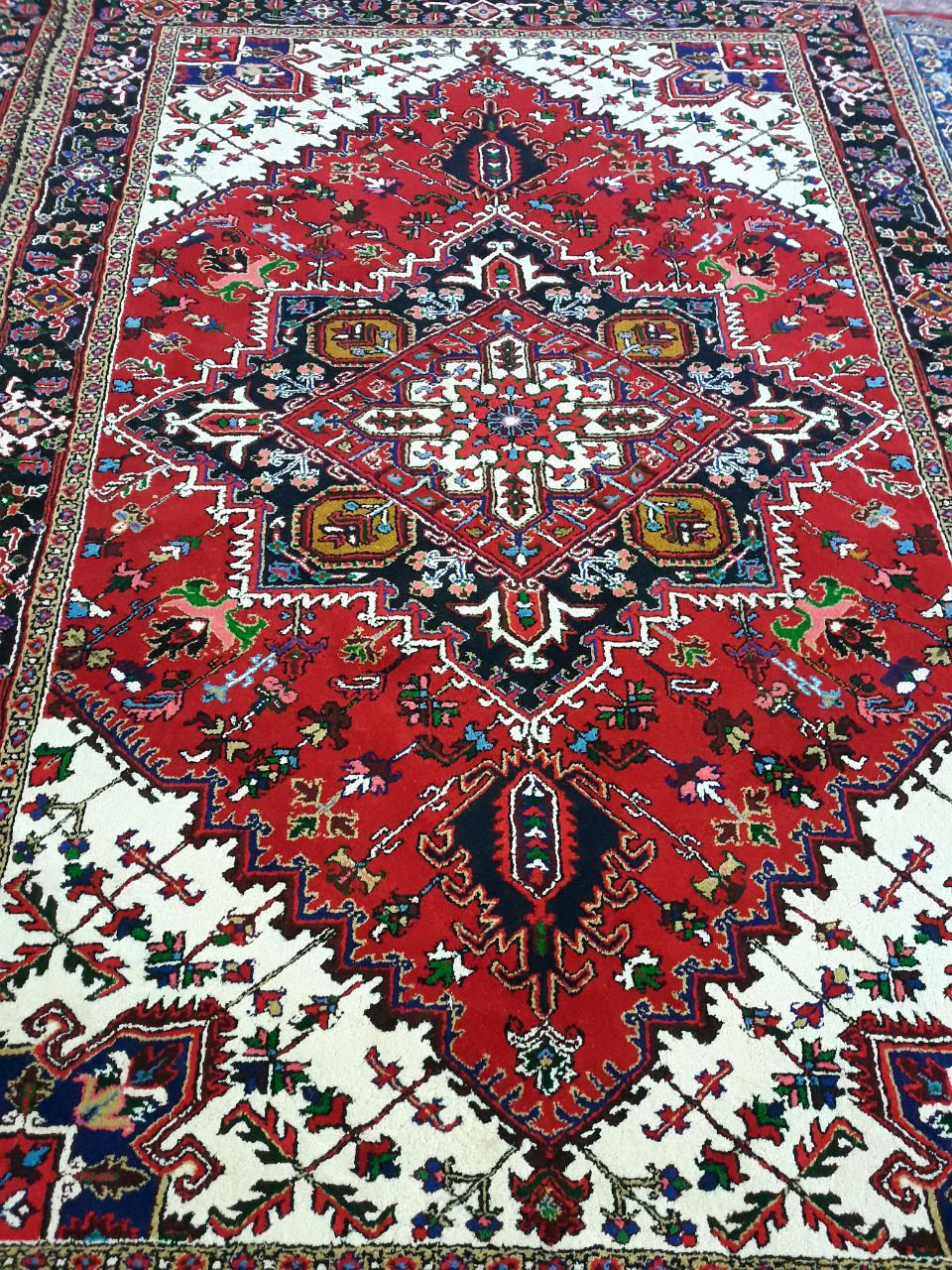
قالی مهربان
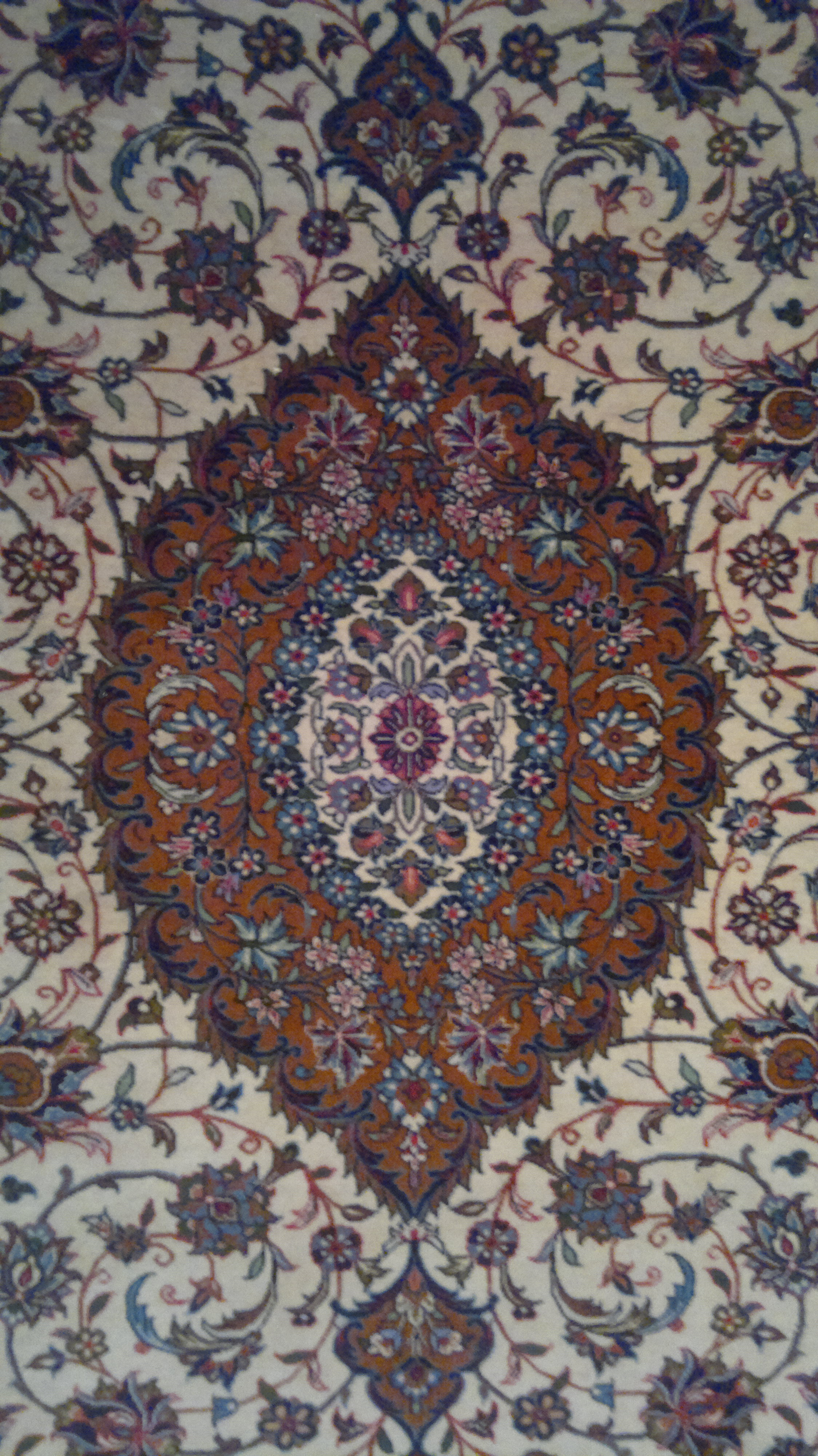
ترنج
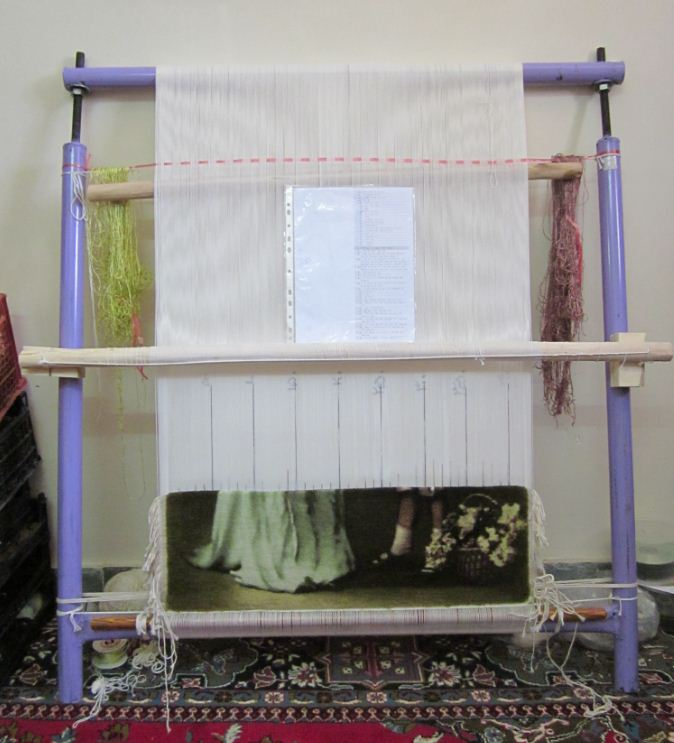
دار قالی، مخصوص بافت تابلو فرش
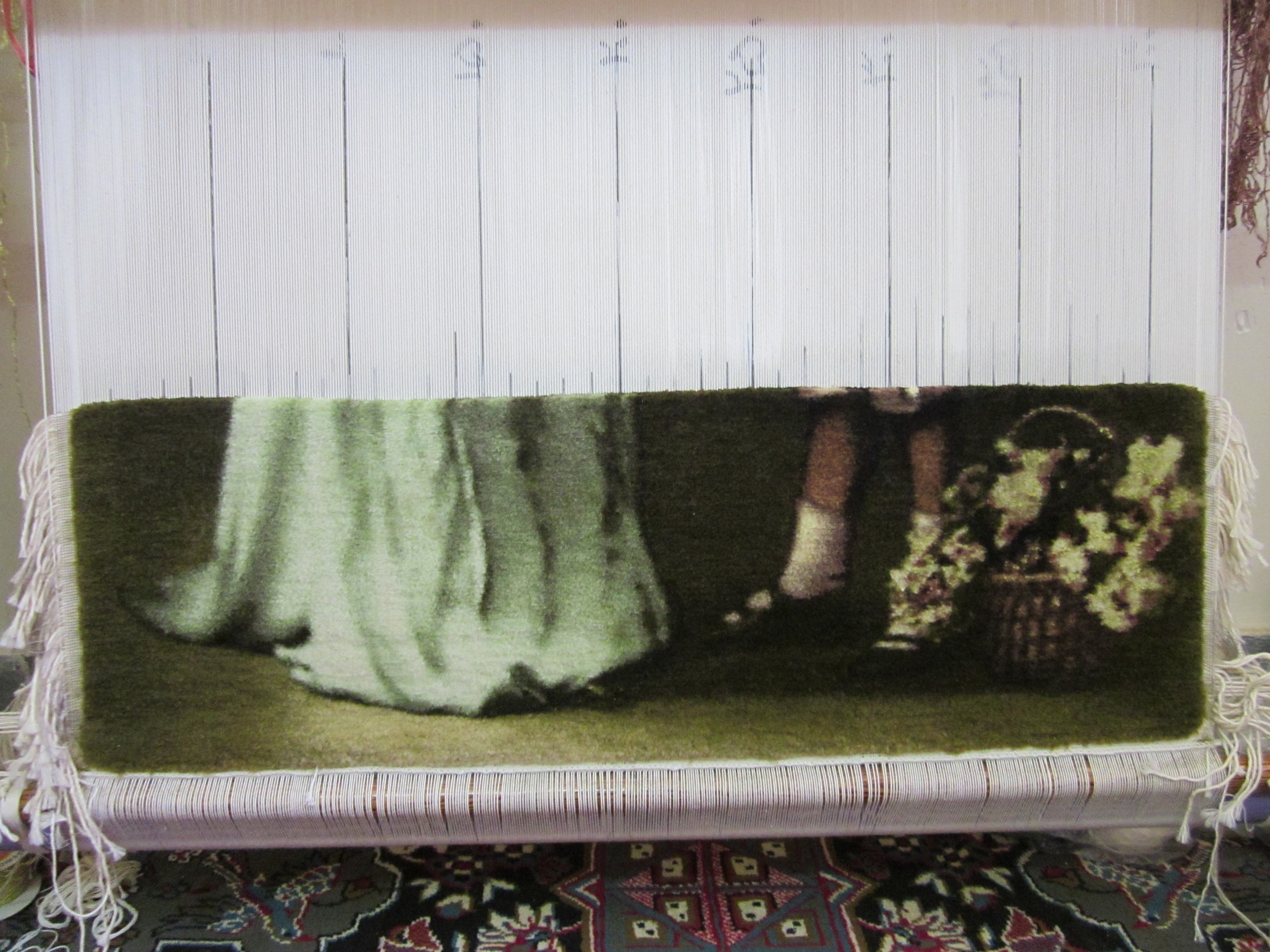
بافت تابلو فرش در مراحل ابتدایی
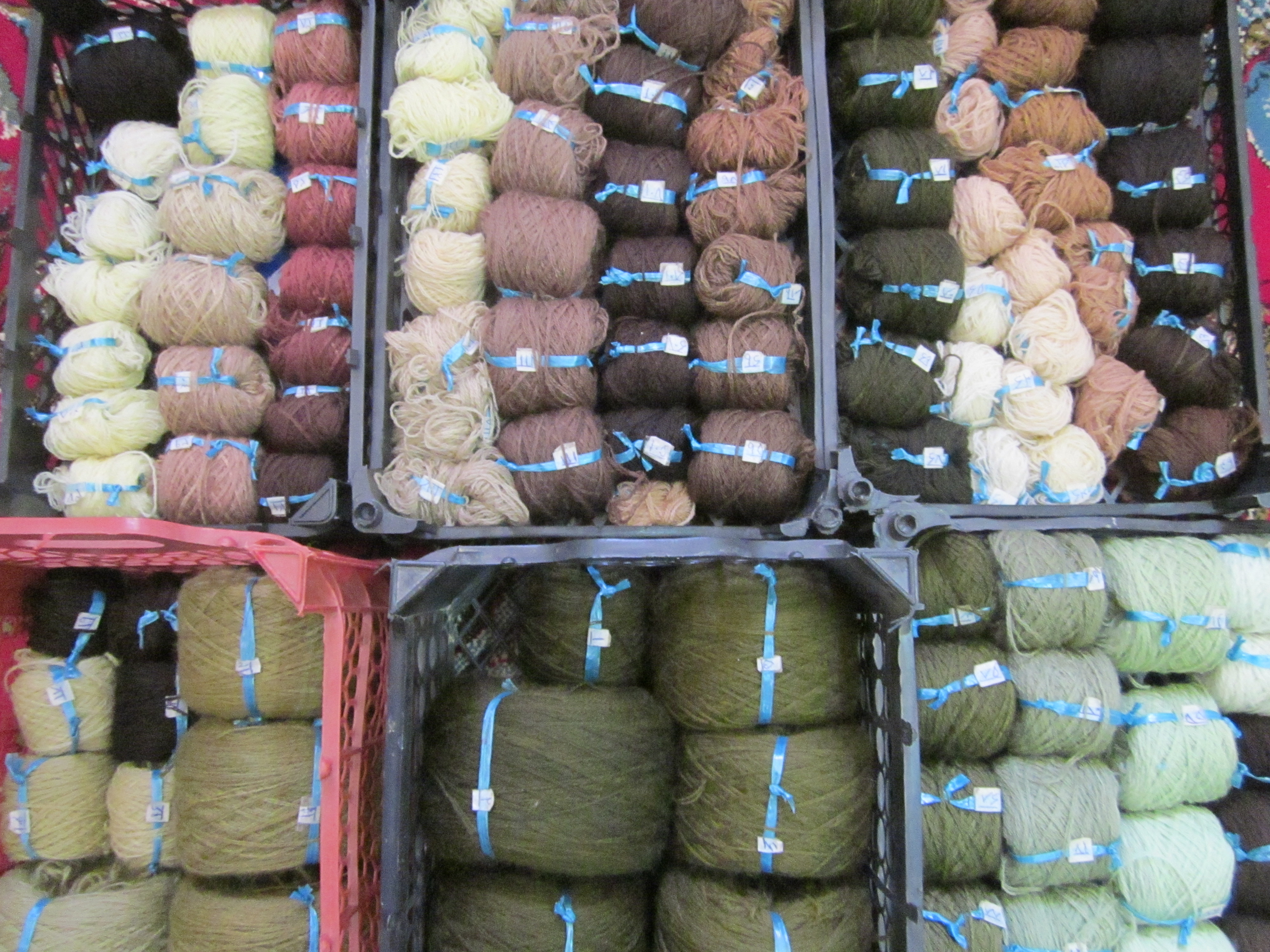
کلاف‌هایی که برای بافت تابلو فرش و قالی به‌کار می‌روند
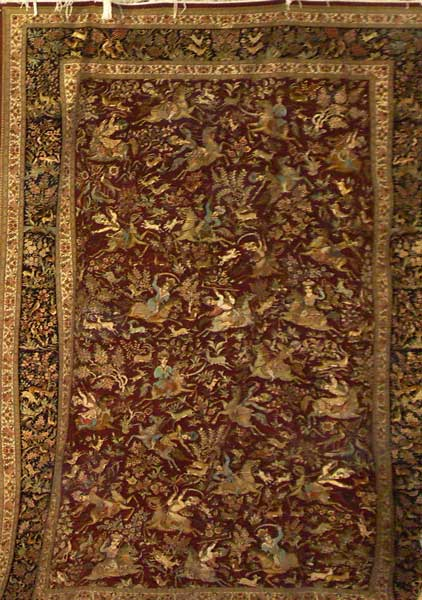
طرح فرش درختی
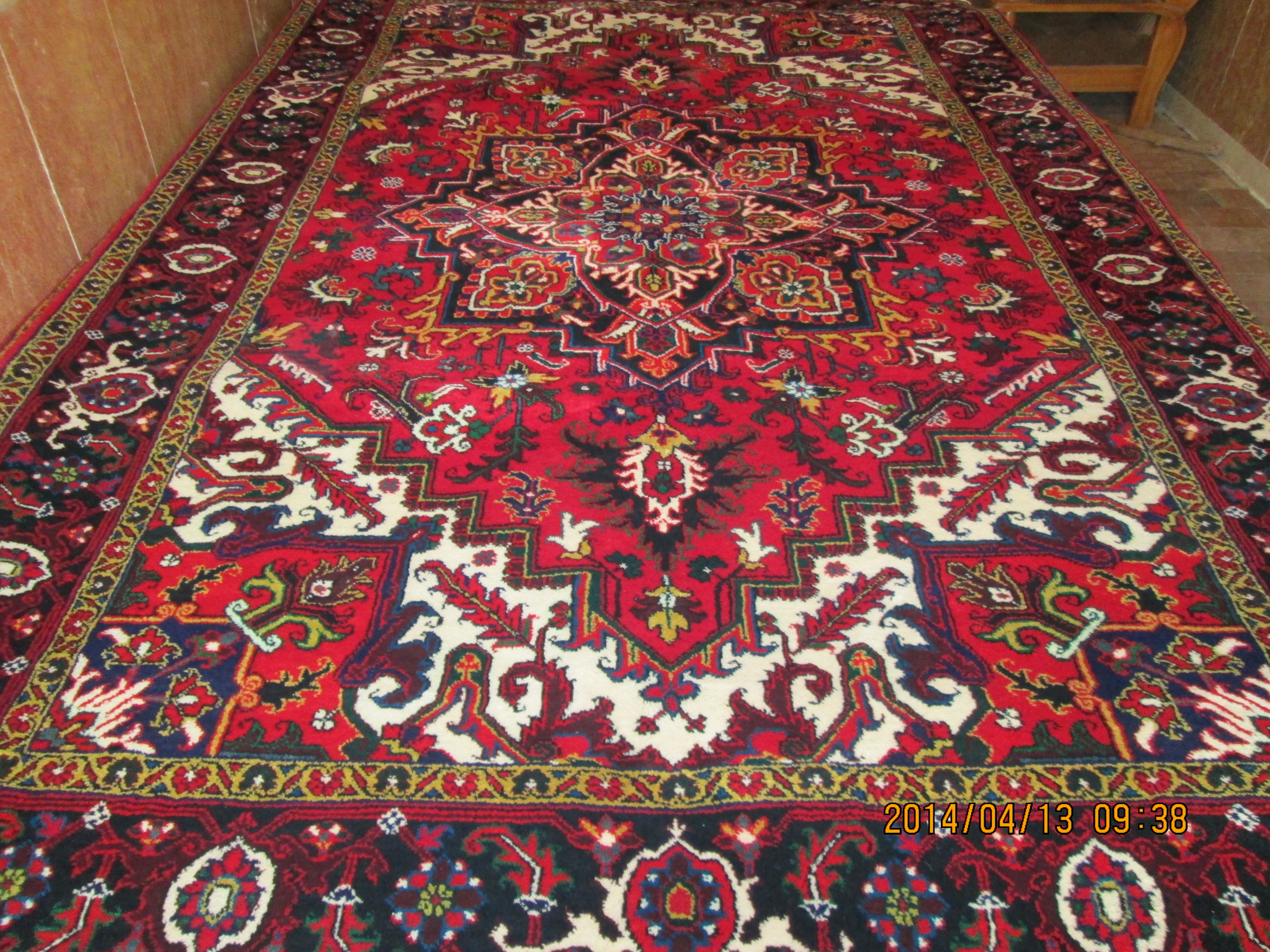
فرش شربیان

## شهرهای ملی قالی
- راور شهر ملی قالی دستبافت ایران
- خوی شهر ملی قالی ریز ماهی
- گنبد کاووس شهر ملی قالی ترکمن
- شیراز شهر ملی فرش قشقایی